# Copa Eva Duarte
La Copa Eva Duarte, oficialment Copa Eva Duarte de Perón, va ser una competició esportiva de clubs de futbol espanyols, creada la temporada 1946-47. De caràcter anual, estava organitzada per la Reial Federació Espanyola de Futbol, Hi participaven els campions de Lliga i de la Copa del Generalíssim de la temporada anterior, disputant una final en una seu neutral. La competició és considerada com la predecessora de la Supercopa d'Espanya de futbol.

## Història
El precedent d'aquesta competició té el seu precedent la temporada 1940-41, quan va organitzar-se per primer cop un partit entre el campió de Lliga i de Copa. El torneig, denominat Copa de Campions, va ser guanyat per l'Atlético Aviación. Anys més tard, la Federació Catalana de Futbol, a proposta del cònsol argentí a Barcelona, va organitzar la Copa d'Or Argentina la temporada 1944-45, que va ser guanyat pel Futbol Club Barcelona. La temporada 1946-47, a proposta de l'ambaixador argentí a Espanya, Pedro J. Radió, va proposar la creació del torneig, que va ser batejat amb el nom d'Eva Perón, per homenatjar l'ajuda de la República Argentina durant els primers anys de la postguerra espanyola. Després de set edicions i la mort de la política argentina el 1952 a causa d'un càncer, la competició va deixar de disputar-se.
El dominador del torneig va ser el Futbol Club Barcelona amb tres títols, que el posseeix en propietat. Tanmateix fins a la dècada del 2010 no es va considerar oficial la setena edició de la Copa Eva Duarte de la temporada 1952-53.

## Historial
|            | Campió de la Lliga espanyola       |
|            | Campió de la Copa del Generalíssim |
| En negreta | Equip guanyador                    |
| (1)        | Nombre de títols                   |
| (pro.)     | Pròrroga                           |
| (p.)       | Penals                             |

| Edició              | Temp.            | Data             | Campió                | Resultat                  | Subcampió                 | Seu                                | refs             |
| Copa de Campions    | Copa de Campions | Copa de Campions | Copa de Campions      | Copa de Campions          | Copa de Campions          | Copa de Campions                   | Copa de Campions |
| ------------------- | ---------------- | ---------------- | --------------------- | ------------------------- | ------------------------- | ---------------------------------- | ---------------- |
| no oficial          | 1939-40          | N/D              | Atlético Aviación     | 3-3 / 7-1                 | RCD Espanyol              | Final a doble partit               | [ 5 ]            |
| Copa d'Or Argentina |                  |                  |                       |                           |                           |                                    |                  |
| no oficial          | 1945-46          | 23-12-1945       | FC Barcelona          | 5-4                       | Athletic Club             | Camp de les Corts, Barcelona       | [ 6 ]            |
| Copa Eva Duarte     |                  |                  |                       |                           |                           |                                    |                  |
| I                   | 1946-47          | 06-06-1948       | Reial Madrid (1)      | 3-1                       | València CF               | Estadio de Chamartín, Madrid       | [ 3 ]            |
| II                  | 1947-48          | 19-12-1948       | FC Barcelona (1)      | 1-0                       | Sevilla FC                | Estadi de Mestalla, València       | [ 5 ]            |
| III                 | 1948-49          | 12-10-1949       | València CF (1)       | 7-4                       | FC Barcelona              | Estadi Metropolitano, Madrid       | [ 5 ]            |
| IV                  | 1949-50          | 12-10-1950       | Athletic Club (1)     | 5-5                       | Atlètic de Madrid         | Estadi de Chamartín, Madrid        | [ 5 ]            |
| V                   | 1950-51          | 01-11-1951       | Atlètic de Madrid (1) | 2-0                       | FC Barcelona              | Nuevo Estadio de Chamartín, Madrid | [ 5 ]            |
| VI                  | 1951-52          | N/D              | FC Barcelona (2)      | Campió de Lliga i de Copa | Campió de Lliga i de Copa | Campió de Lliga i de Copa          | [ 1 ]            |
| VII                 | 1952-53          | N/D              | FC Barcelona (3)      | Campió de Lliga i de Copa | Campió de Lliga i de Copa | Campió de Lliga i de Copa          | [ 1 ]            |

1. ↑  Després de l'empat, es va realitzar un partit de desempat el 2 de novembre al mateix estadi, on l'Athletic Club va guanyar per 2 a 0.

## Palmarès
| Equip                       | Campió | Subcampió | Finals | Anys campió                | Anys subcampió    |
| --------------------------- | ------ | --------- | ------ | -------------------------- | ----------------- |
| Futbol Club Barcelona       | 3      | 2         | 5      | 1947-48, 1951-52 i 1952-53 | 1948-49 i 1950-51 |
| València Club de Futbol     | 1      | 1         | 2      | 1948-49                    | 1946-47           |
| Club Atlético de Madrid     | 1      | 1         | 2      | 1950-51                    | 1949-50           |
| Reial Madrid Club de Futbol | 1      | 0         | 1      | 1946-47                    | —                 |
| Athletic Club               | 1      | 0         | 1      | 1949-50                    | —                 |
| Sevilla Futbol Club         | 0      | 1         | 1      | —                          | 1947-48           |